# Зак, Абрам Исаакович
Абрам Исаакович Зак (1829, Бобруйск — 1893, Берлин) ― русско-еврейский банкир, купец I гильдии, филантроп и общественный деятель. Действительный статский советник.

## Ранние годы
Абрам Исаакович Зак родился в 1829 году в состоятельной семье в городе Бобруйске Минской губернии. Он не получил никакого систематического образования и был прежде всего самоучкой — он с ранних лет проявлял интерес к математике, затем изучал труды по экономике, а также интересовался еврейской литературой и музыкой. Кроме того, скорее всего ещё в юные годы он попал под влияние местных сторонников движения Хаскала, которое выступало за всестороннее просвещение евреев Европы и их интеграцию в европейское общество..

## Карьера
Зак начал свою профессиональную карьеру, устроившись на работу к банкиру барону Евзелю Гинцбургу. Сначала он работал клерком в вино-водочном предприятии, затем стал главным бухгалтером Гинцбурга , а впоследствии устроился на работу в банк Гинцбурга в Санкт-Петербурге. В 1871 году Зак стал директором Санкт-Петернбургского учётного и ссудного банка, владельцем которого был Леопольд Кроненберг (иудей, перешедший в христианство). Под руководством Зака банк стал одним из крупнейших в России. Кроме того, Зак принял участие в постройке одной из первых в России крупных железных дорог ― Либаво-Роменской , которая впоследствии оказала значительное влияние на экономическое развитие северо-западного региона Российской империи. Зак обладал глубокими теоретическими и практическими познаниями в области экономики, поэтому члены российского правительства иногда советовались с ним по различным экономическим вопросам. Например, о том, как предотвратить серьезный финансовый кризис в случае войны (Зак предложил наращивать в государственной казне золотовалютные резервы). Зак был приглашён на должность товарища министра финансов Российской империи при условии, что он перейдёт в православную веру, но он отверг это предложение.
В царствование императора Александра III стали более жёстко исполняться законы о евреях (иудеях): после убийства Александра II в 1881 году по стране прокатилась вызвавшая озабоченность правительства волна беспорядков, связанных с наличием евреев, проживавших за чертой оседлости. В связи с недовольством части местного нееврейского населения правительство приняло ряд распоряжений, в частности, «Временные правила о евреях» 1882 года, направленных на выселение евреев, проживавших в таких городах и местностях: согласно действовавшему законодательству, они, за изъятием специально оговорённых категорий лиц, выселялись в черту оседлости. Сам Абрам Зак, однако, выразил свою поддержку мерам правительства: вместе с бароном Горацием Гинцбургом и рядом других авторитетных евреев он был удостоен аудиенции у императора, во время которой Гинцбург выразил «беспредельную благодарность за меры, принятые к ограждению еврейского населения в настоящее тяжёлое время».
На протяжении всей своей жизни Абрам Зак поддерживал различных еврейские общественные организации в Санкт-Петербурге, в первую очередь детский дом и школу для иудеев. Одиин из основателей Общества ремесленного и земледельческого труда среди евреев в России. У себя дома Зак часто проводил вечера для различных литературных критиков и музыкантов: его частым гостем был композитор Антон Григорьевич Рубинштейн (который сам имел еврейское происхождение). Кроме всего прочего, Абрам Зак также оплачивал работу адвокатов и прочие судебные издержки грузинских евреев из Кутаиси, которые были обвинены совершении ритуальных убийств в 1878―1879 годах.
Последние годы своей жизни Абрам Зак владел в Санкт-Петербурге особняком по Сергиевской дом 32.
Абрам Исаакович Зак умер в Берлине в мае 1893 года и похоронен в городе Гессен, Германская империя. На момент смерти ему было 63 или 64 года.

## Семья
Родной брат - Израиль Исаакович Зак (1833 - 1904), писатель, историк иудаизма, библеист.
Сводный брат - Григорий Сыркин (1838 - 1922), писатель и общественный деятель.
Двоюродная сестра — писательница Паулина Венгерова. Мать известного филолога, библиографа и писателя Семёна Венгерова.